# Санзяповский сельсовет
Санзяповский сельсовет — муниципальное образование в Кугарчинском районе Башкортостана.
Административный центр — село Верхнесанзяпово.

## История
Согласно «Закону о границах, статусе и административных центрах муниципальных образований в Республике Башкортостан» имеет статус сельского поселения.

## Население
| 2002 | 2009 | 2010 | 2012 | 2013 | 2014 | 2015 |
| ---- | ---- | ---- | ---- | ---- | ---- | ---- |
| 482  | ↘455 | ↘398 | ↘370 | ↘356 | ↘316 | ↘296 |
| 2016 | 2017 | 2018 |      |      |      |      |
| ↘286 | ↘261 | ↗266 |      |      |      |      |

## Состав сельского поселения
| № | Населённый пункт | Тип населённого пункта       | Население |
| - | ---------------- | ---------------------------- | --------- |
| 1 | Верхнесанзяпово  | село, административный центр | ↘234      |
| 2 | Каскиново        | деревня                      | ↘164      |